# 高橋和男
高橋 和男（たかはし かずお、1969年3月18日 - 2011年1月）は日本の漫画家である。山梨県出身。

## 略歴
- 山梨県出身。
- 小林まことのアシスタントを経て1990年にデビュー。

## 概要
コメディ調の青年向けマンガを得意とし、エロさとユーモアのバランスで独自のファンを多く持つ。
映画をこよなく愛し「この映画がすごい！」のコラムは、映画評論家とは違う独特の切り口で、映画の解説を行っていた。
近年は、ケータイ向けの電子書籍で漫画を配信することに興味があり、積極的に参加。過去の作品の多くを配信していた。
2011年1月30日に東京都三鷹市の自宅で死亡しているのが発見された。漫画家の葉月京がツイッターで『デスクで書きかけの原稿に向かったままで病死した』旨のことを語っている。

## 人物
- 深作健太監督と親交があり、映画「完全なる飼育～メイド、for you～」にエキストラで登場をしている。
- 2011年劇場公開予定の短編映画『ジョーのかけおち』ではセリフ付きの役者として登場。（第一興商DAM the Movie にて先行配信中。）

## エピソード
- 19歳から二年弱、小林まことのアシスタントをしていたが、当時小林は『What's Michael?』と『柔道部物語』の連載を抱えていながら、いつもギリギリにならないと仕事を始めなかったために苦労をしたという。
- 名言「エロくないシーン描くのって、楽だけど楽しくないですねｗ　やはり女のコの体描くの楽しい。」
- 山本英夫、福本伸行、佐藤秀峰、森チャックらと親交があり、吉祥寺のホルモン焼き屋には色紙だけではなく、壁面にも合作のサインが描かれている。
- B級映画とコミケと秋葉原と中野ブロードウェイをこよなく愛していた。
- 葬儀には師匠の小林まことも参列し、告別式の弔辞は福本伸行が行った。

## 連載
- 宝島社：「この映画がすごい!」A-BOYそこ萌え！（コラム）

## 作品
- 『南の家族』（全5巻、双葉社）
- 『はてな』（全2巻、集英社）
- 『スケベっ娘』（全1巻、竹書房）
- 『爆弾ガール』（全1巻、竹書房）
- 『エロ霊』（全1巻、竹書房）

## 親交のあった人物
- 山本英夫
- 福本伸行
- 佐藤秀峰
- 森チャック
- 葉月京
- ハロルド作石
- 小林まこと
- こしばてつや
- 木山道明
- 要潤
- 深作健太
- 石川英治
- 鵜山和洋
- 渡辺雄介